# إسحاق إيلي
إسحاق إيلي هو منافس ألعاب قوى سوداني، ولد في 24 نوفمبر 1928.

## وصلات خارجية
- إسحاق إيلي على موقع أوليمبيديا (الإنجليزية)